# Elisabeth Le Riche
Elisabeth Le Riche (* vor 941; † kurz nach 1007) war eine französische Adlige, die als Tochter, Ehefrau und Mutter zum engsten Umfeld Hugos des Großen und Hugo Capets gehörte.

## Sceaux-du-Gâtinais
Mit einem Dokument aus November 941 gab ihr Vater Lisiard Le Riche (Elisiernus) kurz vor seinem Rückzug ins Kloster den Besitz Sceaux-du-Gâtinais mit den dazu gehörenden Kirchen, Herrenhäusern und Leibeigenen der 40 Kilometer südwestlich gelegenen Abtei Saint-Benôit-sur-Loire. Eingeschränkt wurde diese Schenkung durch den lebenslänglichen Nießbrauch, den er seinem Sohn Joseph, einem Akolythen (die letzte Stufe vor der Priesterweihe), seiner zu dieser Zeit noch ledigen Tochter Elisabeth, sowie ihrem ältesten Sohn einräumte, sofern dieser in einer legitimen Ehe geboren werde.
Im Jahr 998 befand sich Sceaux in der gemeinsamen Verwaltung von Renaud II., Kanzler König Hugo Capets und Bischof von Paris († 1017), und seinem Vater Bouchard le Vénérable, Graf von Vendôme und Graf von Paris († 1007), also (noch) nicht im Besitz des Klosters. Renauds Mutter und Bouchards Ehefrau hieß Elisabeth und war die Witwe von Graf Aimon von Corbeil, die ihren zweiten Ehemann kurze Zeit überlebte. Sie ist offenbar die Tochter Lisiard Le Riches, die weiterhin den Nießbrauch an Sceaux hatte.

## Familie
Aus den genannten Dokumenten geht hervor: Elisabeth war die Tochter von Lisiard Le Riche, ihre Mutter ist unbekannt. Im Jahr 941 war sie unverheiratet, sie wird zwischen 925 und 935 geboren worden sein. Sie hatte einen Bruder Joseph, der 941 bereits erwachsen war (er gehört zu den Unterzeichnern der Urkunde) und der mit dem gleichnamigen Erzbischof von Tours (amtierte 946 bis 957) identifiziert wird.
Sie heiratete in erster Ehe Haymon, den ersten bekannten Grafen von Corbeil (auch er ein Unterzeichner der Urkunde), der um 957 starb (Haus Melun), dann um 960 Bouchard le Vénérable, Graf von Vendôme und ab 987 Graf von Paris, das er von Hugo Capet für die Unterstützung erhielt, die Bouchard ihm in der Vergangenheit hatte zukommen lassen (Burchardinger). Bouchard starb um 1007. Elisabeth starb kurze Zeit nach ihrem zweiten Ehemann und wurde an seiner Seite bestattet.
Aus ihren beiden Ehen hatte Elisabeth (mindestens) vier Kinder, zwei aus erster und zwei aus zweiter Ehe:
- Thibaut, Abt von Saint-Paul de Cormery, 1006 Abt von Saint-Maur
- Maurice, Stammvater der Grafen von Corbeil
- Renaud II., 988 Kanzler Hugo Capets, 991 Bischof von Paris, 1006 Graf von Melun, † 1016
- Elisabeth, † Dezember 999; ⚭ 985 Foulques Nerra, Graf von Anjou (Erstes Haus Anjou); ihre Tochter von Adele (oder Agnes), † 1033 oder 1035, die die Grafschaft Vendôme erbte, heiratete 1023 Bodo von Nevers, dann Graf von Vendôme (Haus Monceaux)